# Jackson (Louisiana)
Jackson è un comune degli Stati Uniti d'America, situato nello Stato della Louisiana, in particolare nella parrocchia di East Feliciana.